# Skelbækgade
Skelbækgade er en lille gade på Vesterbro i København. Gaden forbinder Søndre Boulevard med Ingerslevsgade og fortsætter mod syd over Dybbølsbro. Gaden afgrænser Hvide kødby fra Vesterbro og den østlige side er således en del af Kødbyen.
Nanvgivningen følger de omkringliggende gader; den er opkaldt efter Skelbækken i Sønderjylland. Frem til 1942 hed gaden Halmtorvsgade, da den førte hertil.
Af markante bygningsværker i gaden kan nævnes Carlsborg på hjørnet af Dybbølsgade, tegnet af Oscar Gundlach-Pedersen  og opført i 1933.
Fra 1990'erne og op gennem 2000'erne var Skelbækgade et knudepunkt for Københavns gadeprostitution, da de tidligere tilholdssteder, Halmtorvet og Istedgade er blevet byfornyet væsentligt. Gadeprostitutionen er dog ikke længere en del af bybilledet.
En kiosk i gaden dannede 11. september 2009 rammen om et drabsforsøg i Bandekrigen.

## Henvisning
1. 1 2  "Skelbækgade – KEND KØBENHAVN". KEND KØBENHAVN. Hentet 12. maj 2024.
2. 1 2  Themsen, Maria Kjær (25. februar 2022). "Trine Søndergaard indfangede 90'ernes Vesterbro, dengang de heroinafhængige ludere trak på Skelbækgade". Information. Hentet 12. maj 2024.
3. ↑  Dahlin, Ulrik (11. maj 2017). "'Hun var på gaden og havde kunder næsten hver dag'". Information. Hentet 12. maj 2024.
4. ↑  Andersen, Birger A. (4. november 2001). "Vores gade er et sex-helvede". B.T. Hentet 12. maj 2024.
5. ↑  "Prostituerede er tilbage på Vesterbro". Jyllands-Posten. 4. oktober 2007. Hentet 12. maj 2024.
6. ↑  Panduro, Christoffer (16. april 2022). "»Der stod sexarbejdere på Skelbækgade, når jeg kom ind til Dybbølsbro. Det er utænkeligt nu«". Berlingske.dk. Hentet 12. maj 2024.
7. ↑  Linette K. Jespersen (6. juni 2011). "Kronvidne: Lukkede øjnene, da han skulle nakke en mand". Ekstra Bladet.

55°40′0.25″N 12°33′25.3″Ø / 55.6667361°N 12.557028°Ø